# Carles Cases i Pujol
Carles Cases i Pujol (Sallent, 1958) és un músic i compositor de música de cinema.

## Estudis[calcitació]
Els seus primers estudis musicals els va cursar al Conservatori de Manresa. Prosseguiria la seva formació a Barcelona, al Conservatori Municipal Superior de Música, on acabà la seva formació de vuit cursos de piano i de violoncel. Completa els seus estudis d'harmonia i piano-jazz a la Music Academy de Hastad (Noruega), i orquestració i composició a l'Instituto Superior de Arte de l'Havana.

## Filmografia[calcitació]
- 1989: El río que nos lleva. De Antonio del Real
- 1990: Despertaferro. De Jordi Amorós
- 1991: Aquesta nit o mai. De Ventura Pons
- 1992: Havanera 1820. D'Antoni Verdaguer
- 1993: Rosita, please!. De Ventura Pons
- 1994: El perquè de tot plegat. De Ventura Pons
- 1994: Don Jaime el conquistador. D'Antonio Verdaguer
- 1995: Parella de tres. D'Antonio Verdaguer
- 1995: Dones i homes. D'Antonio Verdaguer
- 1995: Joc de rol. De Roberto Bodegas
- 1996: Mi nombre se sombra. De Gonzalo Suárez
- 1996: El ángel de la guarda. De Santiago Matallana
- 1996: Fotos. De Elio Quiroga
- 1996: Das cabinet des Dr. Caligari. De Robert Weine
- 1997: No se puede tener todo. De Jesús Garay
- 1997: Actrius. De Ventura Pons
- 1997: Le grand batre. De Laurent Carcèlés
- 1998: Carícies. De Ventura Pons
- 1999: Arde, amor. De Raúl Veiga
- 1999: Amic/Amat. De Ventura Pons
- 1999: Morir (o no). De Ventura Pons
- 1999: Els sense nom. De Jaume Balagueró
- 1999: Ave María. De Eduardo Rossoff
- 2000: Pleure pas Germaine. De Alain de Halleux
- 2000: El portero. De Gonzalo Suárez
- 2000: Besos para todos. De Jaime Chávarri
- 2000: L'altra cara de la lluna. De Lluís Josep Comeron
- 2001: La mujer de mi vida. De Antonio del Real
- 2001: Dagon: La secta del mar. De Stuart Gordon
- 2001: Anita no perd el tren. De Ventura Pons
- 2001: Des del balcó. De Jesús Garay
- 2002: Menja d'amor. De Ventura Pons
- 2002: Darkness. De Jaume Balagueró
- 2004: El año del diluvio. De Jaime Chavarri
- 2005: Perfecta pell. De Lydia Zimmermann
- 2005: Amor idiota. De Ventura Pons
- 2005: Camarón. De Jaime Chavarri
- 2005: Avatar. De Lluís Quílez
- 2006: Animals ferits. De Ventura Pons
- 2006: El genio tranquilo. De Gonzalo Suarez
- 2006: km. 31. De Rigoberto Castañeda
- 2006: Unglody. De Thomas Dunn
- 2007: Oviedo Express. De Gonzalo Suárez
- 2007: La velocidad funa el olvido. De Marcelo Schapces
- 2007: La vida abismal. De Ventura Pons
- 2007: Barcelona (un mapa). De Ventura Pons
- 2008: Radio Love. De Leonardo Armas
- 2008: Cinemacat.cat. D'Antoni Verdaguer
- 2008: Forasters. De Ventura Pons
- 2009: Eloïse. De Jesús Garay
- 2009: Negro Buenos Aires. De Ramon Térmens
- 2009: A la deriva. De Ventura Pons
- 2010: Fake orgasm. De Jo Sol
- 2011: Mil cretins. De Ventura Pons
- 2012: Radiacions. De Judith Colell
- 2016: Cervantes, la búsqueda. De Javier Balaguer
- 2017: Los del túnel. De Pepón Montero